# Pierre Cantin (journaliste)
Pour les articles homonymes, voir Pierre Cantin et Cantin (homonymie).
 (novembre 2017).
Si vous disposez d'ouvrages ou d'articles de référence ou si vous connaissez des sites web de qualité traitant du thème abordé ici, merci de compléter l'article en donnant les références utiles à sa vérifiabilité et en les liant à la section « Notes et références ».
Pierre Cantin est un journaliste québécois. Il est chef d'antenne pour Le Canal Nouvelles (LCN).